# Iizuka Kōji
Iizuka Kōji  (japanisch 飯塚 浩二; geboren 3. April 1906 in Tokio; gestorben 4. Dezember 1970 ebenda) war ein japanischer Kulturgeograph und Kritiker. 

## Leben und Wirken
Iizuka Kōji war Sohn des Zoologen Iizuka Akira (飯塚 啓; 1868–1938). Er machte 1930 seinen Abschluss an der Universität Tokio im Fach Wirtschaftswissenschaften. 1932 studierte er als Stipendiat in Frankreich an der Universität Sorbonne in Frankreich und kam über die Werke von Paul Vidal de la Blache zur französischen Schule für Humangeographie.
Nach seiner Rückkehr nach Japan wurde Iizuka Professor an der Rikkyō-Universität und ab 1943 Professor „Institute for Advanced Studies on Asia“  (東洋文化研究所, Tōyō bunūka kenkyūjo) seiner Alma Mater. Er war zweimal Direktor des Instituts, und zwar von 1958 bis 1960 und von 1964 bis 1965. 1967 verabschiedete die Universität ihn als Meiyo Kyōju. Anschließend übernahm er eine Professur an der „Universität Sapporo“ (札幌大学).
Iizuka hat viele Bücher verfasste und scharfe Kritik geübt, nicht nur auf dem Gebiet der Geografie, sondern auch an der Gesellschaft insgesamt. 1957 erhielt er für „Sekai to Nihon“ (世界と日本, „Japan und die Welt“) den Mainichi-Kulturpreis.
Zu seinen weitrren Werken gehören
- „Shakai chirigaku no dōkō“ (社会地理学の動向) – „Trends in der Sozialgeographie“ 1932,
- „Chirigaku hihan“ (地理学批判) – „Kritik an der Geografie als Wissenschaft“ 1946,
- „Hikaku bunka-ron“ (比較文化論) – „Vergleichende Kulturtheorie“ 1948,
- „Sekaishi ni okeru tōyō shakai“ (世界史における東洋社会) – „Ostasiatische Gesellschaft innerhalb der Weltgeschichte“ 1948,
- „Nihon no seishin-teki fūdo“ (日本の精神的風土) – „Spirituelle Gebräuche in Japan“ 1952,
- „Jimmonchiri-gaku no genri“ (人文地理学原理), eine Übersetzung von Vidals „Principes de la géographie humaine“ 1940,
- „Daichi to jinrui no shinka“  (大地と人類の進化), eine Übersetzung von Febvres „La Terre et l'évolution humaine“ 1941.

Iizukas Gesamtwerk erschien als (飯塚浩二著作集) von 1974 bis 1976 in 10 Bänden.